# Teos
Teos var en egyptisk farao i trettionde dynastin som regerade mellan 362 f.Kr. och 360 f.Kr.. Han var medregent med sin far Nektanebos I från 365 f.Kr..